# توپولچانه
توپولچانه (به بلغاری: Topolchane) یک منطقهٔ مسکونی در بلغارستان است که در شهرستان کاردژالی واقع شده‌است.